# Национална странка (Нови Зеланд)
Национална странка (енгл. National Party; маор. Rōpū Nāhinara) је конзервативна политичка странка десног центра на Новом Зеланду која се од 2008. налази на власти. Њен челник је тренутно Силвија Вуд.
Настала је 1936. спајањем дотадашње Уједињене (бивше Либералне) странке, која је окупљала капиталисте и припаднике средње класе у новозеландским градовима и Реформске странке која је окупљала фармере на селу. Подстицај је дао изборни тријумф левих лабуриста који ће постати њен главни супарник. Национална странка је на власт први пут дошла тек после Другог светског рата 1949. године, али је након тога доминирала новозеландском политиком и на власти била четири пута (1949 — 1957; 1960 — 1972; 1975 — 1984; 1990 — 1998) пре него што је завршила у опозицији. Њену традиционалну доминацију је умногоме отежало увођење пропорционалног изборног система који је њене традиционалне гласаче распршио на мање странке. Упркос томе је 2008. успела да победи на изборима, и власт потврди на изборима три године касније.
За платформу Националне странке је карактеристично инсистирање на слободном тржишту, ниским порезима и укидању социјалних права за све „осим за најугроженије“. Унутар ње постоје две фракције еколошки оријентисани — Плавозелени (BluGreens) и либерално настројени Плави либерали (Blue Liberals).